# Joe Ingegneri
Joseph Ingegneri (* 14. Oktober 1977) ist ein ehemaliger US-amerikanisch-italienischer Basketballspieler.

## Laufbahn
Der 1,88 Meter große Aufbauspieler aus Dover (US-Bundesstaat Massachusetts) war 1996/97 Mitglied der Hochschulmannschaft des Iona College in der ersten NCAA-Division, nach dem Wechsel ans St. Anselm College gelang ihm in der zweiten NCAA-Division der Durchbruch. Dort schloss er in der Saison 1999/2000 seine Zeit im Hochschulbasketball mit 21,5 Punkten pro Begegnung ab, in drei Partien dieses Spieljahres traf er acht Dreipunktewürfe. Mit der Empfehlung, 1998/99 und 1999/2000 die Auszeichnung als Spieler des Jahres der Northeast-10 Conference gewonnen zu haben, nahm Ingegneri im Sommer 2000 ein Angebot des deutschen Bundesligisten Brandt Hagen an. Dort wurde Dirk Bauermann sein Trainer. Im Sonderheft des Fachblatts Basketball zur Bundesliga-Saison 2000/01 wurde Ingegneri als „bissiger und aggressiver Verteidiger“ beschrieben, der auch punkten könne und „viele gute Anlagen“ besitze. Ingegneri wurde von den Hagenern in 15 Bundesliga-Partien eingesetzt, er kam im Mittel auf 4,9 Punkte, 1,3  Korbvorlagen und 1,2 Rebounds je Begegnung. Ende Januar 2001 kam es zwischen Ingegneri und Hagen zur Trennung, er wechselte zum Zweitligisten DJK Falke Nürnberg.
Ingegneri setzte seine Laufbahn in Belgien fort: 2001/02 bei den Antwerpen Giants und im Spieljahr 2002/03 bis Dezember 2002 bei Quatro Basket Bree. Mit beiden Mannschaften trat er auch in Europapokalwettbewerben an.
2006 wurde Ingegneri in die Ruhmeshalle der Sportabteilung des St. Anselm College aufgenommen.